# Mi ami mi odi
Mi ami mi odi è il quinto album in studio della cantautrice italiana Elodie, pubblicato il 2 maggio 2025 con doppia etichetta Island Records e Double Trouble Club.
L'album contiene il brano Dimenticarsi alle 7, con cui la cantautrice ha gareggiato al 75º Festival di Sanremo, classificandosi al dodicesimo posto al termine della manifestazione.

## Antefatti e descrizione
Successivamente alla pubblicazione del quarto album in studio OK. Respira e del mixtape Red Light, nel 2024 Elodie ha annunciato di essere al lavoro per un nuovo progetto discografico.
Il progetto discografico si compone di dodici tracce, scritte e composte da se stessa insieme ad autori e produttori con cui la cantautrice ha precedentemente lavorato, tra cui Elisa, Jacopo Èt, Dardust e Davide Simonetta. L'album presenta due collaborazioni con Tiziano Ferro e Lorenzza. In un'intervista rilasciata alla rivista Rolling Stone Italia la cantautrice ha raccontato il significato dell'album:

## Promozione

### Singoli
Il primo singolo estratto dall'album è stato Black Nirvana, pubblicato il 31 maggio 2024.
L'8 novembre 2024 è stato pubblicato il secondo singolo estratto dall'album, Feeling, in collaborazione con Tiziano Ferro.
Il terzo singolo estratto dall'album, Dimenticarsi alle 7, è stato pubblicato il 12 febbraio 2025 in concomitanza alla partecipazione della cantautrice al 75º Festival di Sanremo.
Il quarto singolo omonimo è stato pubblicato il 4 aprile 2025, annunciando la data di pubblicazione dell'album.
Il 27 giugno 2025 è stato pubblicato Yakuza come primo singolo estratto dalla riedizione dell'album, realizzato insieme a Sfera Ebbasta.

### Tour
Nel maggio 2024 sono stati annunciati due concerti evento allo Stadio Giuseppe Meazza di Milano e allo Stadio Diego Armando Maradona di Napoli, avvenuti rispettivamente l'8 e il 12 giugno 2025.

## Accoglienza
| Recensione | Giudizio |
| ---------- | -------- |
| Newsic     | 6,75/10  |
| Rockol     | 6/10     |

L'album è stato accolto con recensioni generalmente favorevoli da parte della critica musicale.
Francesco Lo Torto di Vanity Fair Italia afferma che nel progetto si evidenzia "la vocazione internazionale" dell'artista in cui le tracce "scivolano via senza intoppi, seppur alcuni brani pecchino un po' in originalità". Soffermandosi sulle sonorità scrive che "si alternano tra beat uptempo e momenti in cui gli arrangiamenti si spogliano, lasciando spazio alla voce" apprezzando che "violini e vocoder convivono, così come i ritmi serrati e i fiati ariosi, di ispirazione dance anni Ottanta" su testi in cui "esplora i sentimenti umani, scoprendo un panorama caotico e imperfetto. E in questo racconto emotivo non c'è posto per la musica leggera".
Mattia Marzi di Rockol riporta che nell'album si riscontri "la cifra stilistica, personale e riconoscibile" di Elodie, sebbene afferma che "le canzoni, fatte di melodie brevi e iper accattivanti, suonino tutte come degli spot" in cui "le varie Elodie fanno capolino senza soluzione di continuità qui e là nelle dodici canzoni contenute nell'album, che suona come una playlist lunga 37 minuti e 15 secondi tra pop, R&B, urban ed elettronica".

## Successo commerciale
L'album ha debuttato alla terza posizione della Classifica FIMI Album, occupando contemporaneamente il secondo posto anche nella Classifica FIMI Vinili.

## Tracce
1. Odio amore chimico – 3:40 (Elodie Di Patrizi, Alessandro La Cava, Federica Abbate, Leonardo Grillotti)
2. Thaurus – 2:43 (Elodie Di Patrizi, Alessandra Joan Thiele, Marco Spaggiari, Rocco Giovannoni)
3. 1 ora – 2:57 (Elodie Di Patrizi, Marco Ferrario, Valeria Palmitessa)
4. Di nuovo – 2:27 (Elodie Di Patrizi, Gianluca Franco, Marco Ferrario, Valeria Palmitessa, Walter Coppola)
5. Mi ami mi odi – 3:31 (Elodie Di Patrizi, Elisa Toffoli, Jacopo Angelo Ettorre, Dario Faini)
6. Cuore nero – 2:33 (Elodie Di Patrizi, Alessandro La Cava, Federica Abbate, Nicola Lazzarin)
7. Dimenticarsi alle 7 – 3:34 (testo: Elodie Di Patrizi, Davide Petrella, Davide Simonetta – musica: Davide Petrella, Davide Simonetta)
8. Black Nirvana – 3:04 (Elodie Di Patrizi, Eugenio Maimone, Federica Abbate, Federico Mercuri, Giordano Cremona, Jacopo Angelo Ettorre, Leonardo Grillotti)
9. Muah – 2:51 (Elodie Di Patrizi, Jacopo Angelo Ettorre, Simone Privitera, Valeria Palmitessa)
10. Feeling (con Tiziano Ferro) – 2:40 (testo: Elodie Di Patrizi, Tiziano Ferro, Federica Abbate, Jacopo Angelo Ettorre – musica: Elodie Di Patrizi, Tiziano Ferro, Federica Abbate, Jacopo Angelo Ettorre, Pietro Paroletti, DJ Toss)
11. In grado (con Lorenzza) – 2:35 (Elodie Di Patrizi, Lorenzza Lacerda Campos, Arianna Del Giaccio, Pietro Paroletti)
12. Raro – 4:34 (Elodie Di Patrizi, Daniele Possatelli, Matteo Cantaluppi)

Traccia bonus della riedizione digitale
1. Yakuza (con Sfera Ebbasta) – 2:56 (Elodie Di Patrizi, Gionata Boschetti, Alessandro La Cava, Davide Longhi, Federica Abbate, Maximilian Agostini, Tarik Johnston)

## Classifiche
| Classifica (2025) | Posizione massima |
| ----------------- | ----------------- |
| Italia            | 3                 |